# Калугин, Семён Михайлович
Семён Миха́йлович Калу́гин (15 февраля 1913, Сиухино, Козьмодемьянский уезд, Казанская губерния, Российская империя — 6 мая 1985, Йошкар-Ола, Марийская АССР, РСФСР, СССР) — советский военный и административный деятель. В годы Великой Отечественной войны — военный топограф топографической службы 105 стрелкового корпуса 65 армии Белорусского фронта, майор; подполковник (1947). Директор Научно-краеведческого музея Марийской АССР (ныне — Национальный музей Республики Марий Эл им. Т. Евсеева) (1961—1963). Член ВКП(б) с 1942 года.

## Биография
Родился 15 февраля 1913 года в дер. Сиухино ныне Горномарийского района Марий Эл. Осиротел в 9 лет, воспитывался дедом.
В 1935 году окончил кооперативный техникум в Козьмодемьянске.
В октябре 1935 года призван в РККА: курсант Ленинградского военного топографического училища, с 1938 года — военный топограф. Участник Великой Отечественной войны: военный топограф топографической службы 105 стрелкового корпуса 65 армии Белорусского фронта, майор. В 1942 году принят в ВКП(б). Награждён орденами Отечественной войны II степени (дважды) и Красной Звезды.
В 1947 году получил звание подполковника. В 1948 году окончил Высший военно-педагогический институт имени М. И. Калинина. Был преподавателем топографии в авиационных училищах Армавира, в 1956—1960 годах — Оренбурга. В октябре 1960 года был уволен в запас. Награждён орденами Красного Знамени и Красной Звезды и медалями, в том числе медалью «За боевые заслуги».
После увольнения в запас приехал в Йошкар-Олу: в 1961—1963 годах — директор Научно-краеведческого музея Марийской АССР. Затем был кадровиком и юристом в различных организациях марийской столицы. 
Скончался 6 мая 1985 года в Йошкар-Оле.

## Награды
- Орден Красного Знамени (30.12.1956)[3]
- Орден Отечественной войны II степени (15.09.1944; 06.04.1985)[3][4]
- Орден Красной Звезды (28.05.1945; 15.11.1950)[3]
- Медаль «За боевые заслуги» (06.05.1946)[3]
- Медаль «За победу над Германией в Великой Отечественной войне 1941—1945 гг.» (09.05.1945)[3]
- Медаль «За воинскую доблесть. В ознаменование 100-летия со дня рождения Владимира Ильича Ленина»